# Асикага Ёситанэ
Асикага Ёситанэ (яп. 足利 義稙, 9 сентября 1466 — 23 мая 1523) — десятый сёгун из рода Асикага в эпоху Сэнгоку.
Асикага Ёситанэ правил в периоды с 1490 по 1493, затем с 1508 по 1521 годы. Был сыном Асикаги Ёсими и внуком шестого сёгуна Асикаги Ёсинори. После того, как девятый сёгун Асикага Ёсихиса в 1489 году скончался от болезни, находясь в походе против восставшего Роккаку Такаёри, даймё южной провинции Оми, и не оставил наследника, Асикага Ёситанэ становится на следующий, 1490 год, сёгуном. В 1493 году он выступил против могущественного владетеля Хосокавы Масамото, однако потерпел поражение и был заменён одиннадцатым сёгуном, Асикагой Ёсидзуми. В 1508 году, после победы в битве при Фунаокаяме и при поддержке Оути Ёсиоки, Асикага Ёситанэ вновь становится сёгуном. В 1521 году, после борьбы с Хосокавой Такакуни Асикага Ёситанэ был вынужден бежать на остров Авадзи. Умер в провинции Ава на острове Сикоку.
Двенадцатым сёгуном стал Асикага Ёсихару.